# ゲルハルト・フォン・コイスラー
ゲルハルト・フォン・コイスラー（Gerhard von Keußler, 1874年7月5日 - 1949年8月21日）は、リヴォニア（現在のラトビア）のグルビネに生まれドレスデンに没したドイツ人指揮者、作曲家。ライプツィヒ音楽院でカール・ライネッケに作曲を、ザーロモン・ヤーダスゾーンに対位法を、ユリウス・クレンゲルにチェロを師事した。1918年から1922年にかけてハンブルク・ジングアカデミーの指揮者を務めた他、ハンブルク・フィルハーモニー演奏協会、シュトゥットガルト州立歌劇場を指揮し、その後渡豪して、1934年からメルボルン・セント・パトリック大聖堂の合唱指揮者を務めた。